# Астрагал
Астрага́л (лат. Astrāgalus) — многочисленный род растений семейства Бобовые (Fabaceae), насчитывающий более 3 200 видов. Основные жизненные формы — кустарники, полукустарники, травы.

## Название
Латинское название рода произошло от слова Astragalus — так называлось бобовое растение у Диоскорида, это название в свою очередь произошло от др.-греч. ἀστράγαλος — игральная кость из бараньих лодыжек (таранных костей), которую напоминает форма семян этого растения.

## Распространение и экология
Представители рода распространены в обоих полушариях, главным образом в умеренных областях, но заходят по горным системам и в тропические области; подавляющее большинство видов (около 900) встречается на территории России и сопредельных государств, главным образом в Средней Азии, в том числе в Казахстане — 309 видов (из них 11 занесены в Красную книгу).

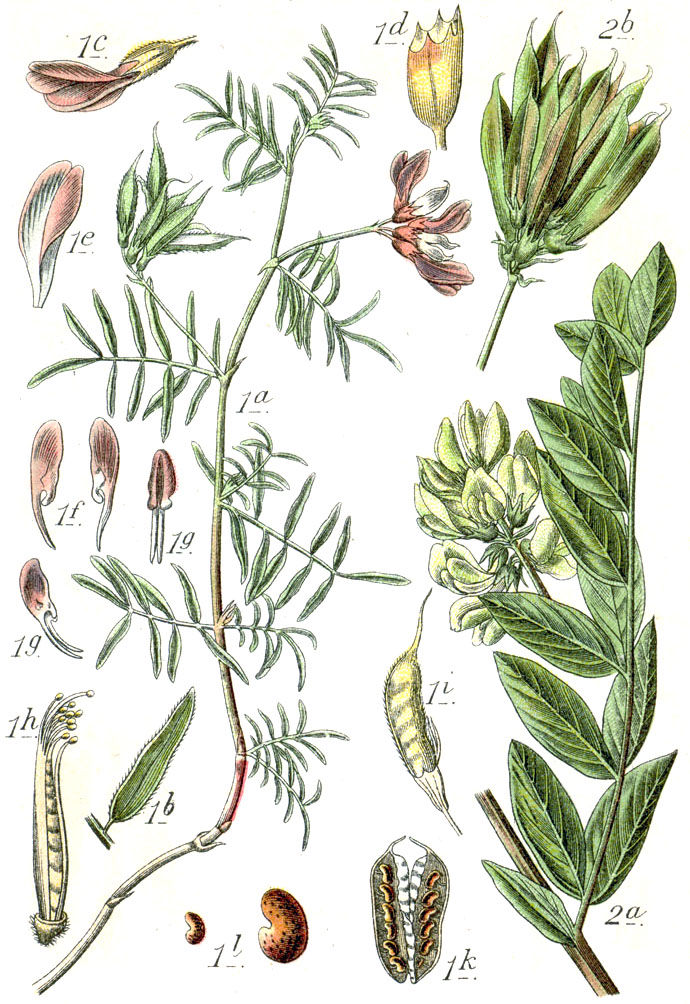
виды астрагала — Астрагал песчаный (1) и Астрагал солодколистный (2)

## Ботаническое описание
Однолетние или многолетние травянистые растения, полукустарники, реже кустарники, с развитыми или сильно укороченными стеблями, опушённые простыми или двухконечными волосками.
Листья непарноперистые, редко парноперистые, тройчатые или простые, с одним конечным листочком.
Цветки в кистях, нередко сжатых, головчатых или колосовидных. Чашечка колокольчатая или трубчатая, во время плодоношения иногда вздутая, разрываемая или не разрываемая бобом, заключенным в последнем случае в её полости. Венчик мотыльковый; лодочка тупая или островатая. Тычинки двухбратственные.
Бобы двухгнездные, реже одногнездные, различной формы, сидячие или на ножке, перепончатые или кожистые, иногда хрящеватые, иногда пузырчато-вздувающиеся, вскрывающиеся, с незакручивающимися, реже слегка закручивающимися створками.

## Хозяйственное значение и применение
Многими видами домашних животных поедается неудовлетворительно, что часто связано с жесткими и грубыми листьями и побегами, войлочным опушением, наличием колючек, горьким вкусом и острым запахом, содержанием алкалоидов и глюкозидов, выделением синильной кислоты и других вредных для животных веществ. Однако, известны виды хорошо поедаемые в природе дикими животными и домашним мелким скотом. В Западной Европе и Америке введён в культуру астрагал серповидный (Astragalus falcatus), в Японии и Восточном Китае используют в качестве сидерата астрагал китайский (Astragalus chinensis), в СССР начинали введение в культуру астрагалов: серповидного (Astragalus falcatus), экспарцетовый (Astragalus onobrychis), понтийского (Astragalus ponticus), болотного (Astragalus uliginosus), нутового (Astragalus cicer) и других.
Химический состав слабо изучен. Медицински активные вещества: полисахариды, гликозиды, флавоноиды, ситостерол.
Виды астрагала, содержащие в сердцевинных лучах и сердцевине камедь, так называемый трагакант, имеют техническое и лекарственное применение; некоторые виды могут иметь промышленное значение как источник камеди.
С медицинской точки зрения наиболее ценный вид — астрагал густоветвистый. В народной медицине водный настой травы применяют как тонизирующее средство при усталости, головной боли.
В Средней Азии древесина кустарниковых форм используется в качестве топлива.

## Биологическая активность
В случайном, двойном слепом, плацебо-контролируемом исследовании с участием 40 здоровых добровольцев среднего возраста (56.1 ± 6.0 лет) было показано, что шестимесячный прием пищевой добавки на основе астрагала приводит к статистически значимому увеличению медианной длины теломер (p = 0.01) и длины коротких теломер (p = 0.004), а также к снижению процента коротких теломер. В группе плацебо значимых изменений длины теломер не наблюдалось.

## Классификация

### Таксономия
Astragalus  L., 1753, Sp. Pl.: 755
Род Астрагал относится к подсемейству Мотыльковые (Papilionoideae) семейства Бобовые (Fabaceae) порядка Бобовоцветные (Fabales). Таксономическая схема в соответствии с Системой APG IV по состоянию на декабрь 2023 года:
|  |                                      |  |                                   |                                   |                   |  | ещё 3 семейства | ещё 3 семейства   |                          |  |                                                                |  | еще 523 рода | еще 523 рода |  |
|  |                                      |  |                                   |                                   |                   |  | ещё 3 семейства | ещё 3 семейства   |                          |  |                                                                |  | еще 523 рода | еще 523 рода |  |
|  |                                      |  |                                   | порядок Бобовоцветные             |                   |  |                 |                   | подсемейство Мотыльковые |  |                                                                |  |              |              |  |
|  |                                      |  |                                   | порядок Бобовоцветные             |                   |  |                 |                   | подсемейство Мотыльковые |  | 3 239 подтвержденных видов и 142 вида, ожидающих подтверждения |  |              |              |  |
|  | отдел Цветковые, или Покрытосеменные |  |                                   |                                   | семейство Бобовые |  |                 |                   | род Астрагал             |  |                                                                |  |              |              |  |
|  | отдел Цветковые, или Покрытосеменные |  |                                   |                                   |                   |  |                 |                   |                          |  |                                                                |  |              |              |  |
|  |                                      |  | ещё 63 порядка цветковых растений | ещё 63 порядка цветковых растений |                   |  |                 | еще 5 подсемейств | еще 5 подсемейств        |  |                                                                |  |              |              |  |
|  |                                      |  |                                   | ещё 63 порядка цветковых растений |                   |  |                 |                   | еще 5 подсемейств        |  |                                                                |  |              |              |  |

### Синонимы
- Acanthophaca Nevski
- Acanthyllis Pomel
- Ailuroschia Steven
- Alopecias Steven
- Ammodytes Steven
- Anaphragma Steven
- Ankylobus Steven
- Astenolobium Nevski
- Astracantha Podlech
- Astragalina Bubani
- Astragaloides Adans.
- Atelophragma Rydb.
- Aulosema Walp.
- Barnebyella Podlech
- Batidophaca Rydb.
- Brachyphragma Rydb.
- Caryolobium Steven
- Chondrocarpus Steven
- Cnemidophacos Rydb.
- Contortuplicata Medik.
- Craccina Steven
- Cryptorrhynchus Nevski
- Ctenophyllum Rydb.
- Cymbicarpos Steven
- Cystium Steven
- Cystopora Lunell
- Didymopelta Regel & Schmalh.
- Diholcos Rydb.
- Dipelta Regel & Schmalh.
- Diplotheca Hochst.
- Euilus Steven
- Euprepia Steven
- Feidanthus Steven
- Geoprumnon Rydb.
- Glandula Medik.
- Glaux Hill
- Glottis Medik.
- Glycyphylla Steven
- Gynophoraria Rydb.
- Halicacabus (Bunge) Nevski
- Hamaria Fourr.
- Hamosa Medik.
- Hedyphylla Steven
- Hesperastragalus A.Heller
- Hesperonix Rydb.
- Holcophacos Rydb.
- Homalobus Nutt.
- Hypoglottis Fourr.
- Jonesiella Rydb.
- Kentrophyta Nutt.
- Kirchnera Opiz
- Lithoon Nevski
- Lonchophaca Rydb.
- Macrosema Steven
- Medyphylla Opiz
- Microphacos Rydb.
- Myctirophora Nevski
- Myobroma Steven
- Neodielsia Harms
- Oedicephalus Nevski
- Onix Medik.
- Onyx Medik.
- Ophiocarpus (Bunge) Ikonn.
- Orophaca Britton
- Oxyglottis (Bunge) Nevski
- Pedina Steven
- Phaca L.
- Phacomene Rydb.
- Phacopsis Rydb.
- Philammos Steven
- Physondra Raf.
- Picraena Steven
- Pisophaca Rydb.
- Podlechiella Maassoumi & Kaz.Osaloo
- Podochrea Fourr.
- Poecilocarpus Nevski
- Proselias Steven
- Psychridium Steven
- Pterophacos Rydb.
- Rydbergiella Fedde & Syd. ex Rydb.
- Saccocalyx Steven
- Sewerzowia Regel & Schmalh.
- Solenotus Steven
- Stella Medik.
- Tium Medik.
- Tragacantha Mill.
- Triquetra Medik.

### Виды
Некоторые из них:
- Astragalus adsurgens Pall. — Астрагал приподнимающийся
- Astragalus albicaulis DC. — Астрагал белостебельный
- Astragalus alopecurus Pall. — Астрагал лисохвостный
- Astragalus alpinus L. — Астрагал альпийский
- Astragalus ammodytes Pall. — Астрагал песочный
- Astragalus amphioxys A.Gray — Астрагал обоюдоострый
- Astragalus angustifolius Lam. — Астрагал узколистный
- Astragalus arenarius L. — Астрагал песчаный
- Astragalus asclepiadoides M.E.Jones — Астрагал ластовневый
- Astragalus australis (L.) Lam. — Астрагал южный
- Astragalus austriacus Jacq. — Астрагал австрийский
- Astragalus barrii Barneby — Астрагал Барра
- Astragalus bolanderi A.Gray — Астрагал Боландера
- Astragalus brevifolius Ledeb. — Астрагал коротколистный
- Astragalus calycinus M.Bieb. — Астрагал чашечковый
- Astragalus calycosus Torr. ex S.Watson — Астрагал замечательно-чашечковый
- Astragalus ceramicus E.Sheld. — Астрагал керамический
- Astragalus chinensis L.f. — Астрагал китайский
- Astragalus cicer L. — Астрагал нутовый
- Astragalus coccineus Brandegee — Астрагал шарлаховый
- Astragalus contortuplicatus L. — Астрагал свернутый
- Astragalus danicus Retz. — Астрагал датский
- Astragalus dasyanthus Pall. — Астрагал густоцветковый, или Астрагал шерстистоцветковый, или Астрагал пушистоцветковый
- Astragalus davuricus (Pall.) DC. — Астрагал даурский
- Astragalus falcatus Lam. — Астрагал серповидный
- Astragalus frigidus (L.) A.Gray — Астрагал холодный
- Astragalus gilviflorus E.Sheld. — Астрагал бледно-жёлтый
- Astragalus glycyphyllos L. — Астрагал сладколистный, или Астрагал солодколистный
- Astragalus hypogaeus Ledeb. — Астрагал подземный
- Astragalus inopinatus Boriss. — Астрагал неожиданный
- Astragalus kentrophyta A.Gray — Астрагал колючий
- Astragalus macroceras C.A.Mey. — Астрагал крупнорогий
- Astragalus macropterus DC. — Астрагал длиннокрылый
- Astragalus melilotoides Pall. — Астрагал донниковый
- Astragalus membranaceus (Fisch. ex Link) Bunge — Астрагал перепончатый
- Astragalus microcephalus Willd. — Астрагал мелкоголовчатый
- Astragalus miniatus Bunge — Астрагал светло-красный
- Astragalus newberryi A.Gray — Астрагал Ньюбери
- Astragalus norvegicus Weber — Астрагал норвежский
- Astragalus onobrychis L. — Астрагал эспарцетовый
- Astragalus penduliflorus Lam. — Астрагал повислоцветковый
- Astragalus physocalyx Fisch. — Астрагал вздуточашечный
- Astragalus physocarpus Ledeb. — Астрагал пузырчатоплодный
- Astragalus piletocladus Freyn & Sint. — Астрагал густоветвистый
- Astragalus politovii Krylov — Астрагал Политова
- Astragalus propinquus Schischk. — Астрагал сходный
- Astragalus scaberrimus Bunge — Астрагал острошероховатый
- Astragalus schanginianus Pall. — Астрагал Шангина
- Astragalus sieversianus Pall. — Астрагал Сиверса
- Astragalus spatulatus E.Sheld. — Астрагал мелколожечковый
- Astragalus stenoceras C.A.Mey. — Астрагал узкорогий
- Astragalus sulcatus L. — Астрагал бороздчатый
- Astragalus tenuis Turcz. — Астрагал тонкий
- Astragalus testiculatus Pall. — Астрагал яичкоплодный
- Astragalus tibetanus Benth. ex Bunge — Астрагал тибетский
- Astragalus uliginosus L. — Астрагал болотный
- Astragalus umbellatus Bunge — Астрагал зонтичный
- Astragalus utahensis (Torr.) Torr. & A.Gray — Астрагал ютский
- Astragalus vaginatus Pall. — Астрагал влагалищный
- Astragalus verus Olivier — Астрагал настоящий
- Astragalus whitneyi A.Gray — Астрагал Уитни
- Astragalus zingeri Korsh. — Астрагал Цингера